# Артя-Шигірі
А́ртя-Шигірі́ (рос. Артя-Шигири) — присілок у складі Артинського міського округу Свердловської області.
Населення — 352 особи (2010, 379 у 2002).
Національний склад станом на 2002 рік: татари — 94 %.